# 相良直美
もしかして
- 佐良直美

ではありませんか？